# Fuglebjerg Kirke
Fuglebjerg Kirke er en kirke i Fuglebjerg. Den består af et romansk skib og et sengotisk våbenhus i nord. Tårnet er fra 1838. Kirken bærer præg af en gennemgribende ombygning i 1888. Altertavlen er en katekismustavle i højrenæssance fra slutningen af 1500-tallet.
Nordøst for kirken, lige på den anden side af vejen findes Fuglebjerggaard.

## Eksterne kilder og henvisninger
- Byggeår for kirker Arkiveret 14. august 2009 hos  Wayback Machine
- Fuglebjerg Kirke Arkiveret 19. september 2015 hos  Wayback Machine hos KortTilKirken.dk
- Fuglebjerg Kirke Arkiveret 18. oktober 2014 hos  Wayback Machine i bogværket Danmarks Kirker (udg. af Nationalmuseet)

- Wikimedia Commons har flere filer relateret til Fuglebjerg Kirke